# Asienspiele 2018/Tennis
Bei den Asienspielen 2018 in Palembang und Jakarta wurden in Palembang vom 19. bis 25. August 2018 fünf Wettbewerbe im Tennis ausgetragen.

## Wettbewerbe und Zeitplan
Insgesamt fünf Wettbewerbe wurden im Rahmen der Spiele im Tennissport ausgetragen. Dazu zählten die jeweiligen Einzel- und Doppelkonkurrenzen sowie der Mixedwettbewerb.
| Datum        | So. 19.     | Mo. 20.      | Di. 21.      | Mi. 22.       | Do. 23.       | Fr. 24.    | Sa. 25. |
| ------------ | ----------- | ------------ | ------------ | ------------- | ------------- | ---------- | ------- |
| Herreneinzel | Erste Runde | Zweite Runde |              | Achtelfinale  | Viertelfinale | Halbfinale | Finale  |
| Herrendoppel |             | Erste Runde  | Achtelfinale | Viertelfinale | Halbfinale    | Finale     |         |
| Dameneinzel  | Erste Runde | Zweite Runde | Achtelfinale | Viertelfinale | Halbfinale    | Finale     |         |
| Damendoppel  |             | Erste Runde  |              | Achtelfinale  | Viertelfinale | Halbfinale | Finale  |
| Mixed        | Erste Runde |              | Achtelfinale |               | Viertelfinale | Halbfinale | Finale  |

## Herren

### Einzel
| Platz | Land                | Spieler              |
| ----- | ------------------- | -------------------- |
| 1     | Usbekistan          | Denis Istomin        |
| 2     | Volksrepublik China | Wu Yibing            |
| 3     | Indien              | Prajnesh Gunneswaran |
| 3     | Südkorea            | Lee Duck-hee         |

### Doppel
| Platz | Land       | Spieler                         |
| ----- | ---------- | ------------------------------- |
| 1     | Indien     | Rohan Bopanna Divij Sharan      |
| 2     | Kasachstan | Alexander Bublik Denis Jewsejew |
| 3     | Japan      | Shō Shimabukuro Kaito Uesugi    |
| 3     | Japan      | Yuya Itō Yōsuke Watanuki        |

## Damen

### Einzel
| Platz | Land                | Spielerin     |
| ----- | ------------------- | ------------- |
| 1     | Volksrepublik China | Wang Qiang    |
| 2     | Volksrepublik China | Zhang Shuai   |
| 3     | Indien              | Ankita Raina  |
| 3     | Chinesisch Taipeh   | Liang En-shuo |

### Doppel
| Platz | Land                | Spielerin                       |
| ----- | ------------------- | ------------------------------- |
| 1     | Volksrepublik China | Xu Yifan Yang Zhaoxuan          |
| 2     | Chinesisch Taipeh   | Chan Hao-ching Latisha Chan     |
| 3     | Kasachstan          | Gösäl Ainitdinowa Anna Danilina |
| 3     | Japan               | Miyu Katō Makoto Ninomiya       |

## Mixed
| Platz | Land       | Spieler/in                          |
| ----- | ---------- | ----------------------------------- |
| 1     | Indonesien | Aldila Sutjiadi Christopher Rungkat |
| 2     | Thailand   | Luksika Kumkhum Sonchat Ratiwatana  |
| 3     | Japan      | Erina Hayashi Kaito Uesugi          |
| 3     | Kasachstan | Anna Danilina Alexander Nedowessow  |

## Medaillenspiegel
| Platz | Land                | Gold | Silber | Bronze | Gesamt |
| ----- | ------------------- | ---- | ------ | ------ | ------ |
| 01    | Volksrepublik China | 2    | 2      | —      | 4      |
| 02    | Indien              | 1    | —      | 2      | 3      |
| 03    | Indonesien          | 1    | —      | —      | 1      |
| 03    | Usbekistan          | 1    | —      | —      | 1      |
| 05    | Kasachstan          | —    | 1      | 2      | 3      |
| 06    | Chinesisch Taipeh   | —    | 1      | 1      | 2      |
| 07    | Thailand            | —    | 1      | —      | 1      |
| 08    | Japan               | —    | —      | 4      | 4      |
| 09    | Südkorea            | —    | —      | 1      | 1      |